# Rote Emmalie

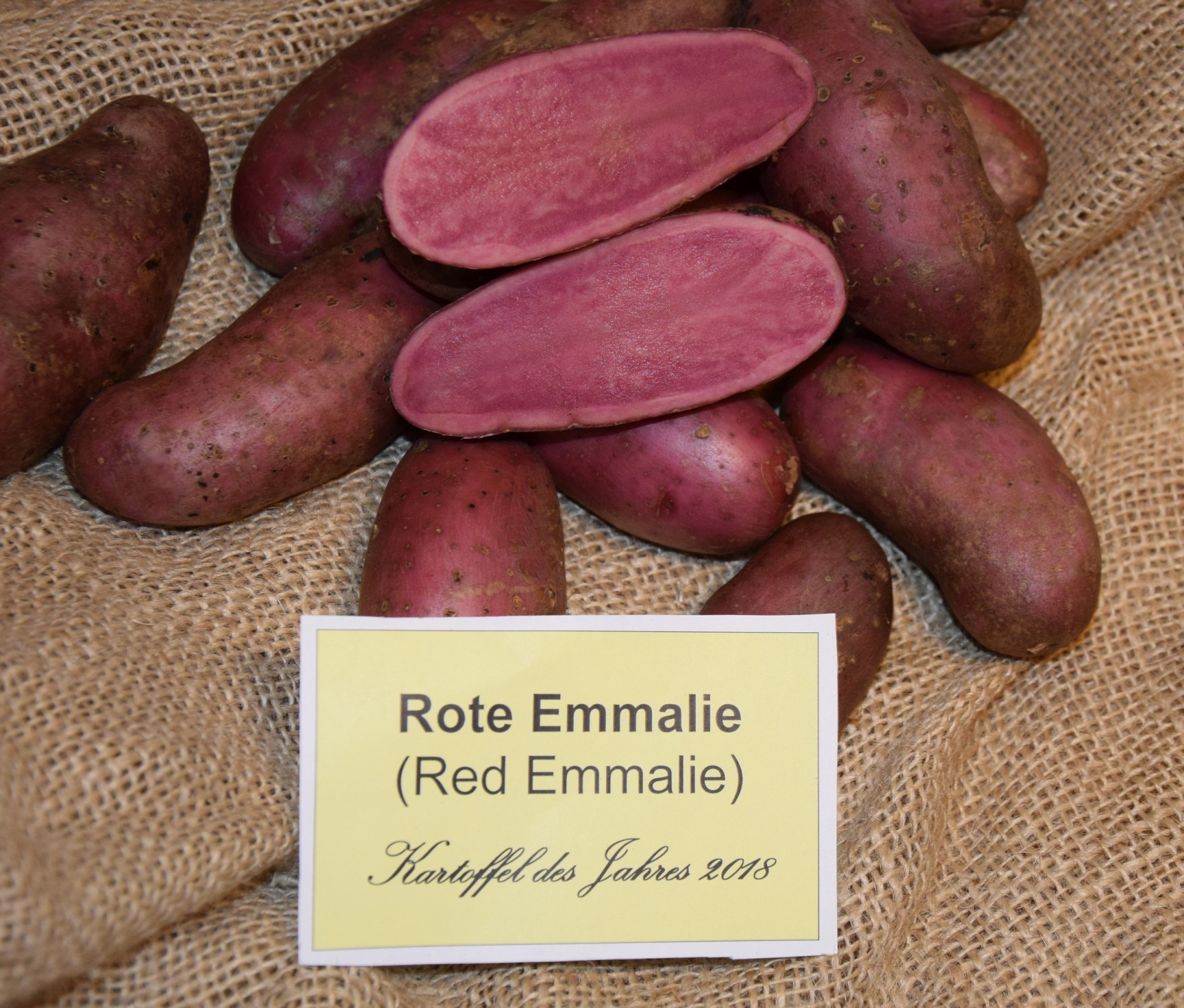
Die Sorte ‘Rote Emmalie’

Die Rote Emmalie ist eine rotschalige, rotfleischige Kartoffelsorte, die seit 2004 von dem bäuerlichen Kartoffelanbauer Karsten Ellenberg aus Niedersachsen gezüchtet wird. Im Jahr 2012 wurde sie in die Bundessortenliste aufgenommen.
Obwohl sie eine Neuzüchtung ist, werden vom Züchter keine Lizenzgebühren erhoben, und die Sorte kann bedenkenlos und gewollt weiterverbreitet werden. Die Knollen können schon früh geerntet werden. Die Kartoffelsorte zählt zu den vorwiegend festkochenden Kartoffeln und deckt damit ein breites Verwendungsgebiet ab. Die Knollen sind länglich, die Schale ist glatt, und die „Augen“ liegen flach. Das auffallend rosa-rote Fleisch rührt vom Pflanzenfarbstoff und Antioxidativ Anthocyan, welcher auch nach dem Kochen erhalten bleibt. Der Geschmack der Knolle wird mit würzig, cremig-schmelzend beschrieben.
Die ‘Rote Emmalie’ ist eine Kreuzung aus drei bekannten Kartoffelsorten (‘La Ratte’, ‘Baltica’, ‘Highland Burgundy Red’) und der alten peruanischen Landsorte Huamantango. Der Züchter vermehrte die Sorte gemeinsam mit einem befreundeten Landwirt aus Schottland im Gesundlagenanbau. Der Name der Sorte bezieht sich auf ihre rote Farbe und den Vornamen der Großmutter des Kartoffelzüchters.
Die ‘Rote Emmalie’ wurde zur Kartoffel des Jahres 2018 gekürt.